# ميلوفان كابور
ميلوفان كابور (بالإنجليزية: Milovan Kapor)‏ هو لاعب كرة قدم كندي في مركز قلب الدفاع، ولد في 5 أغسطس 1991 في تورونتو في كندا. لعب مع نادي غوميل ونادي قادش ونادي هبوعيل الخضيرة.

## وصلات خارجية
- ميلوفان كابور على موقع قاعدة بيانات كرة القدم.إي يو (الإنجليزية)
- ميلوفان كابور على موقع Soccerway.com (الإنجليزية)
- ميلوفان كابور على موقع عالم كرة القدم.نت (الإنجليزية)